# زمین‌لرزه ۲۰۰۸ ایسلند
زمین‌لرزه ایسلند در تاریخ ۲۹ مه ۲۰۰۸ میلادی، برابر با ‎۹ خرداد ۱۳۸۷، ساعت ۱۵:۴۶:۰۰ به زمان یوتی‌سی در ایسلند رخ داد. ژرفای این زلزله ۹ کیلومتر بود، و بزرگی آن ۶٫۳ در مقیاس Mw اعلام شده‌است. زمین‌لرزه به وقت محلی در روز پنج‌شنبه، ساعت ۱۵ روی داده و منطقه زمانی آن یوتی‌سی +۰ بوده‌است.
سازمان زمین‌شناسی آمریکا نیز رومرکز این زمین‌لرزه را در مختصات ۶۴°۰۰′۱۴″شمالی ۲۱°۰۰′۴۷″غربی / ۶۴٫۰۰۴°شمالی ۲۱٫۰۱۳°غربی و ژرفای آن را در ۹ کیلومتر گزارش کرده‌است. بزرگی برگزیدهٔ این سازمان از میان بزرگی‌های محاسبه‌شدهٔ مختلف ۶٫۳ در مقیاس Mw بوده و از دید اثر، در میان چهار دسته‌بندی «نامحسوس»، «محسوس»، «زیان‌آور» یا «با تلفات»، زلزله را «با تلفات» اعلام کرده‌است. رانش زمین در آن به وجود آمده‌است.
پروژهٔ «تنسور گشتاور مرکزوار» زاویه‌های (راستا، شیب، ریک) گسل سازندهٔ زمین‌لرزه و صفحه عمود بر آن را (°۲۶۷، °۷۸، °۷-) یا (°۳۵۸، °۸۳، °۱۶۷-) و نوع گسل را«امتدادلغز» فرارسانده‌است.
زمین‌لرزه کشته‌ای نداشته و شمار زخمیان ۳۰ نفر برآورده شده‌است.